# Evropský hokejový pohár 1969/1970
5. ročník hokejového turnaje European Cupu.Vítězem turnaje se stala CSKA Moskva.

## 1. kolo
- HC Val Gardena (Itálie) - Klagenfurter AC (Rakousko) 4:6, 1:5
- Leksands IF (Švédsko) - HIFK Helsinki (Finsko) 8:2, 1:7 (SN 5:2)
- Esbjerg IK (Dánsko) - EV Füssen (NSR) 1:6, 2:9 (druhé utkání v Herningu)
- HC Saint-Gervais (Francie) - HC La Chaux-de-Fonds (Švýcarsko) 0:6, 0:8
- Újpesti Dózsa (Maďarsko) - CSKA Septemvrijsko zname Sofija (Bulharsko) 4:5, 5:3
- KS Podhale Nowy Targ (Polsko) - HK Jesenice (Jugoslávie) 10:2, 2:4

## 2. kolo
- Klagenfurter AC - Újpesti Dózsa 8:3, 4:3
- EV Füssen - HC La Chaux-de-Fonds 1:1, 1:2
- SG Dynamo Weißwasser (NDR) - Leksands IF 3:7, 4:5
- ASD Dukla Jihlava (Československo) - KS Podhale Nowy Targ 11:1 (4:0,4:0,3:1) 12. listopadu 1969
- KS Podhale Nowy Targ - ASD Dukla Jihlava (Československo) 4:5 (3:0,1:1,0:4) 25. listopadu

## 3. kolo
- Klagenfurter AC - ASD Dukla Jihlava 4:7 (0:3,3:2,1:2) 5. prosince
- Klagenfurter AC - ASD Dukla Jihlava 2:8 (0:3,1:4,1:1) 6. prosince
- HC La Chaux-de-Fonds - Leksands IF 1:8, 1:5 (první utkání v Lyss, druhé v Chaux-de-Fonds)

## Semifinále
- Leksands IF - CSKA Moskva (URS) 2:6, 1:6 (obě utkání v Leksandu)
- ASD Dukla Jihlava - Spartak Moskva 3:4 (0:0,2:3,1:1) 16. září 1970
- Spartak Moskva - ASD Dukla Jihlava 8:2 (1:0,5:1,2:1) 19. září

## Finále
(8. a 10. října 1970)
- Spartak Moskva - CSKA Moskva 3:2, 5:8